# Salwa Eid Naser
Salwa Eid Naser (født 1998) er en bahrainsk atlet, der konkurrerer i sprint.
Hun repræsenterede Bahrain ved sommer-OL 2016 i Rio de Janeiro, hvor hun blev elimineret i semifinalen på 400 meter.
Hun repræsenterede Bahrain ved sommer-OL 2024 i Paris, hvor hun tog sølv på 400 meter.